# Citonice
Citonice (in tedesco Edmitz) è un comune della Repubblica Ceca facente parte del distretto di Znojmo, in Moravia Meridionale.